# 서천 구 장항미곡창고
서천 구 장항미곡창고는 대한민국 충청남도 서천군 장항읍에 있는 건축물이다. 2014년 7월 1일 대한민국의 국가등록문화재 제591호로 지정되었다.

## 지정 사유
장항미곡창고는 독특한 형식의 철근콘크리트 기둥을 세우고 그 상부에 도리 방향으로 상호 연결된 목조트러스로 정교한 지붕틀을 가설하는 등 일제강점기 창고건물로서는 매우 독특한 건축기법을 구사하였다.
장항이 1920년대부터 대일 곡물출항 항구로서 역할이 시작된 후 1931년 장항선 철도 개통을 계기로 더욱 비중이 커지면서 세워진 미곡보관 창고 건물로 경기, 충남 지역의 쌀 수탈의 역사를 간직하고 있는 증거물로 역사적 가치가 있다.

## 참고 자료
- 서천 구 장항미곡창고 - 국가유산청 국가유산포털